# جوائز الموسيقى العالمية لعام 1999
أُقيم حفل جوائز الموسيقى العالمية لعام 1999 (جوائز الموسيقى العالمية 11) في موناكو في 5 أيار/ مايو 1999 
.

## جوائز البوب
- أفضل مبيعات موسيقى البوب لفنانة أنثى - سيلين ديون
- أفضل مبيعات موسيقى البوب لفنان ذكر - ويل سميث

## جائزة المنطقةاللاتينية
- الفنان الأكثر مبيعاً عن المنطقة اللاتينية - ريكي مارتن

## الجوائز الإقليمية
- الفنان الأكثر مبيعا في منطقة البنلوكس - لارا فابيان
- الفنانة الأكثر مبيعاً في بريطانيا - ديسري
- المجموعة الأكثر مبيعاً في كندا - باريناكيد لاديز
- الفنان الأكثر مبيعاً في فرنسا - نوتردام دو باريس
- المجموعة الأكثر مبيعاً في ألمانيا - مودرن توكينغ
- المجموهة الأكثر مبيعاً في إيرلندا - ذي كورس
- الفنان الأكثر مبيعا في روسيا - فيليب كيركوروف
- الفنان الأكثر مبيعاً في تركيا - تاركان
- الفنان الأكثر مبيعاً في الشرق الأوسط - عمرو دياب

## جوائز العمالقة
- المساهمة البارزة في الموسيقى - شير
- المساهمة البارزة في الموسيقى - جانيت جاكسون